# Heimatmuseum Schwarzach

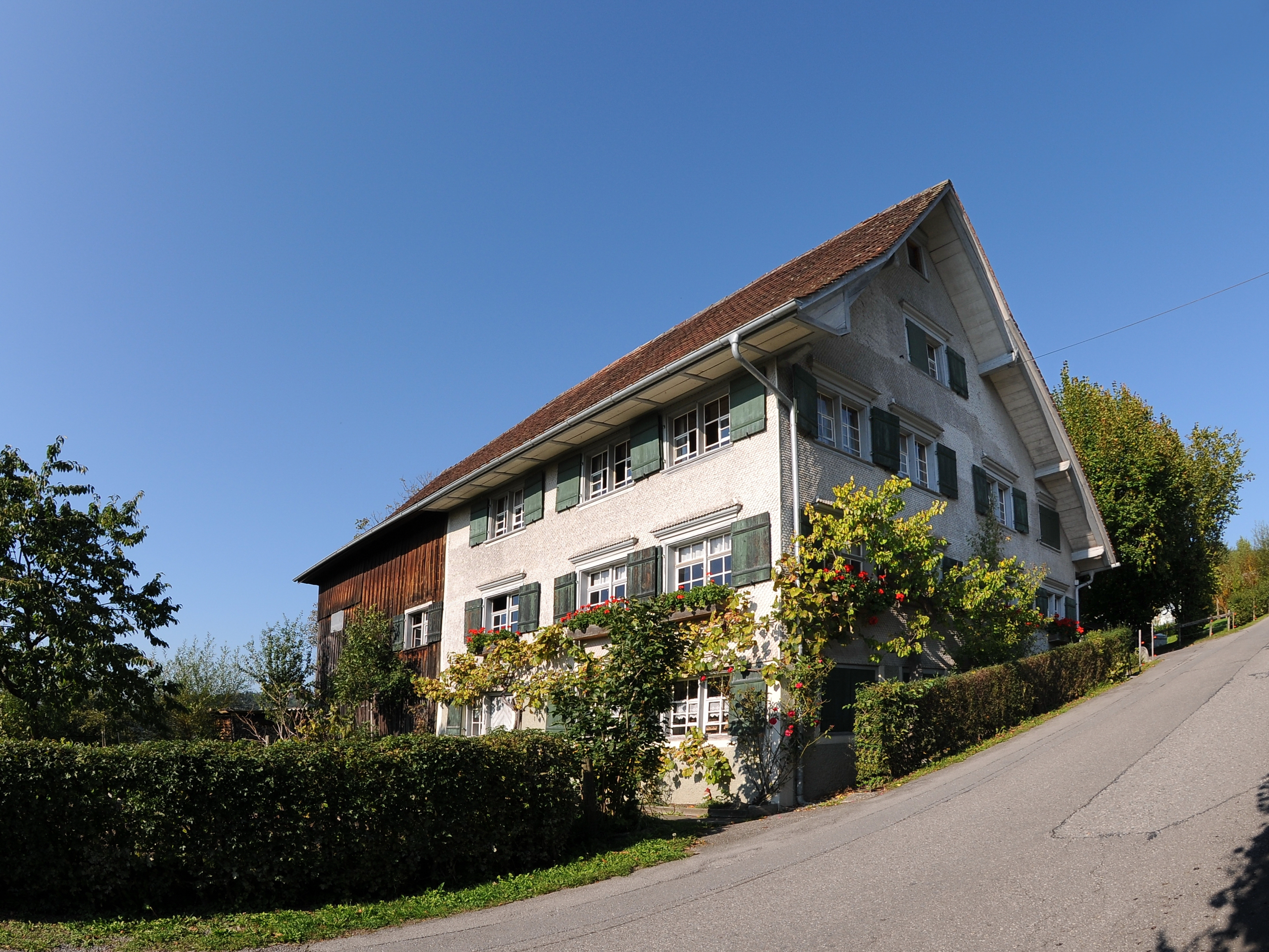
Hermann-Dür-Haus – Heimatmuseum in Schwarzach.

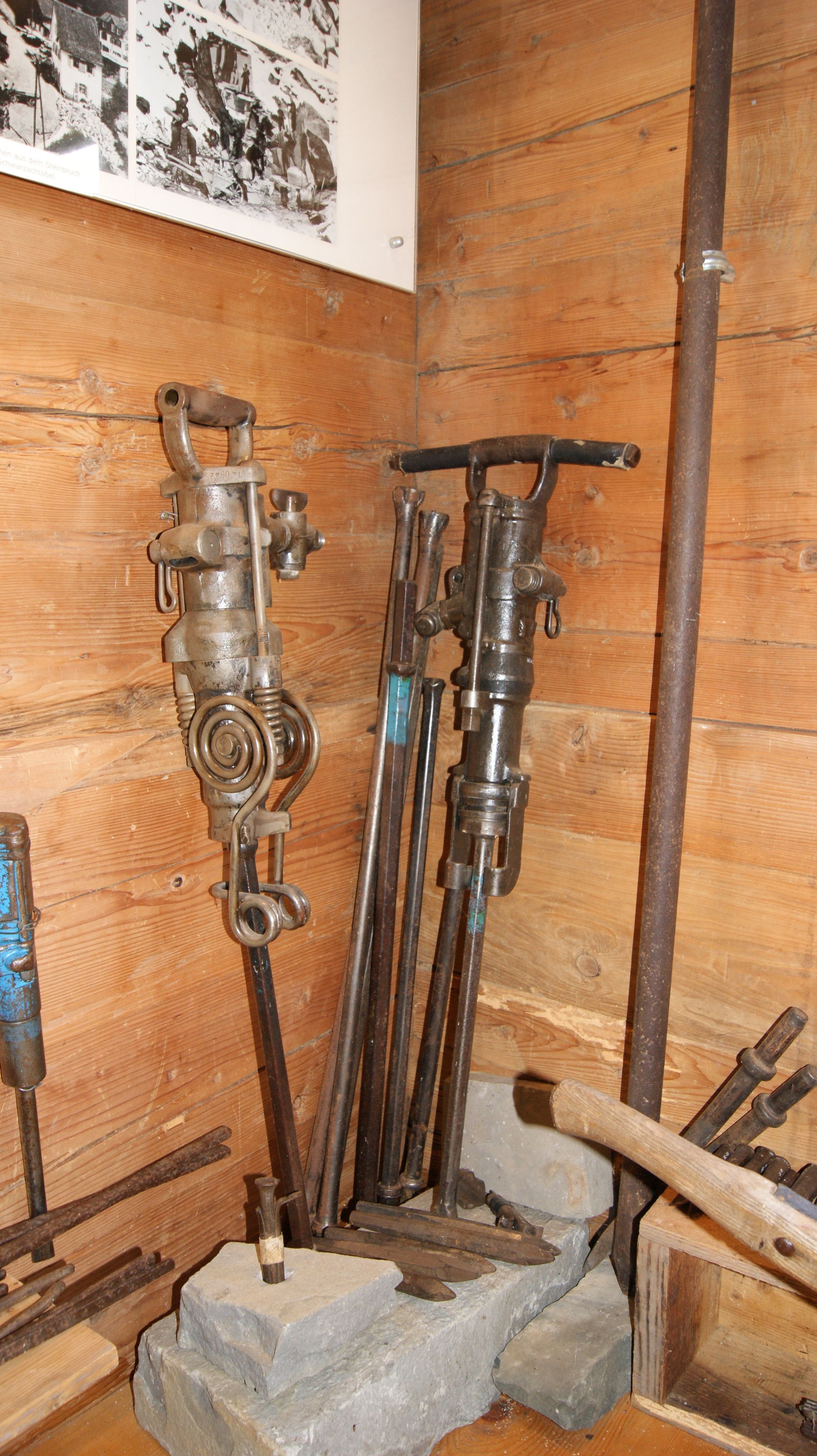
Presslufthämmer in der Ausstellung zur ehemaligen Wetzsteinschleiferei in Schwarzach.

Das Heimatmuseum Schwarzach (auch Heimathaus oder Denkmalhof Linzenberg bzw. Hermann-Dür-Haus genannt) steht im Ortsteil Linzenberg (HNr. 129) der Gemeinde Schwarzach im Vorarlberger Bezirk Bregenz. Das Haus steht unter Denkmalschutz (Listeneintrag).

## Geschichte und Besitzverhältnisse
Das denkmalgeschützte Rheintalhaus aus der Mitte des 19. Jahrhunderts sollte nach dem Willen des damaligen Eigentümers, Hermann Dür (1901 – 14. November 1982), ursprünglich dem damaligen Bürgermeister von Schwarzach, Helmut Leite, samt den damit verbundenen 86 Ar Boden, 78 Ar Wald und Alprechten im Bregenzerwald vererbt werden. Dieser verzichtete jedoch zu Gunsten der Gemeinde Schwarzach. Das Haus wurde daher 1982 von Hermann Dür der Gemeinde Schwarzach im Erbweg vermacht.
Die Idee, darin ein Heimatmuseum einzurichten, wurde vom damaligen Bauamtsleiter, Josef Erath, aufgebracht. Es wurde unter Leitung des damaligen Bürgermeisters, Helmut Leite, in enger Zusammenarbeit mit dem Bundesdenkmalamt ab 1986 zu einem Heimatmuseum umgebaut, da dieses Gebäude für die Gemeinden Schwarzach historisch bedeutend ist und thematisch passend mit dem Konzept eines Heimatmuseums zusammengeführt werden konnte.

## Architektur, Ausstattung und Lage
Dieses weitgehend typische Rheintalhaus aus dem 18. Jahrhundert liegt auf 539 m ü. A. Das Haus liegt direkt an der alten Wegverbindung von Schwarzach nach Alberschwende, einer wichtigen Verbindung, bevor die Schwarzachtobelstraße (L 7) 1837 eröffnet wurde.
Es ist, im Bereich des Wohntrakts, ein zweigeschoßiger holzverschindelter, weiß gestrichener Holzbau mit zwei Stockwerken und ausgebautem Giebelgeschoß. Der hintere Teil (Stadel) ist mit naturbelassenem Holz senkrecht beplankt. Insgesamt ist der Bau etwa 20 m lang, 11 m breit und 9 m hoch.
Das Haus wurde mit Unterstützung des Bundesdenkmalamtes und Land Vorarlberg um 120.000 Euro zurückgebaut, restauriert und ergänzt.

## Museum
Das Heimatmuseum in Schwarzach wurde im Juni 1991 eröffnet und zeigt die historische Entwicklung des Ortes (Ortsgeschichte) und die wirtschaftliche Entwicklung und Schwerpunkte anhand von ausgewählten Exponaten, Bildern/Fotos und Dokumenten. Das Museums-Konzept stammt vom Paul Rachbauer vom Vorarlberger Landesmuseum. Im Sinne eines Denkmalhofes soll es zugleich Ausstellungs-, Dokumentations- und Kommunikationszwecken dienen.
Das Museum beherbergt neben den teilweise original ausgestatteten Räumen eine Sammlung volkskundlicher Objekte, insbesondere historische bäuerliche Arbeitsgeräte, eine Schnapsbrennerei und eine Mostpresse. Der besondere Charakter des Heimatmuseums wird durch den für in früherer Zeit von Schwarzach prägenden Wirtschaftszweig der Wetzsteinherstellung bzw. Wetzsteinschleiferei im Rahmen einer Sonderausstellung (Schlifar-Museum) gebildet (siehe auch: Wetzsteinerzeugung im Schwarzachtobel.).
Der Anspruch des Heimatmuseums ist vor allem auf die Vermittlung von starker und ursprünglicher Lebendigkeit des Dorflebens und der dynamischen Wirtschaftsentwicklung abgestellt.

### Träger
Träger des Heimatmuseums ist die Gemeinde Schwarzach, welche auch für die thematische Gestaltung zuständig ist.

### Heumachergeschirr-Werkstätte
Die Heugeschirr-Erzeugung war ein Zusatzerwerb für Bauern und ist original in der Nähe des Kachelofens aufgebaut, so dass diese Werkstatt auch im Winter benützbar war. Das in der Region hergestelltes Heugeschirr wurde bis in die Schweiz verkauft.

### Schlifar-Museum im Heimathaus

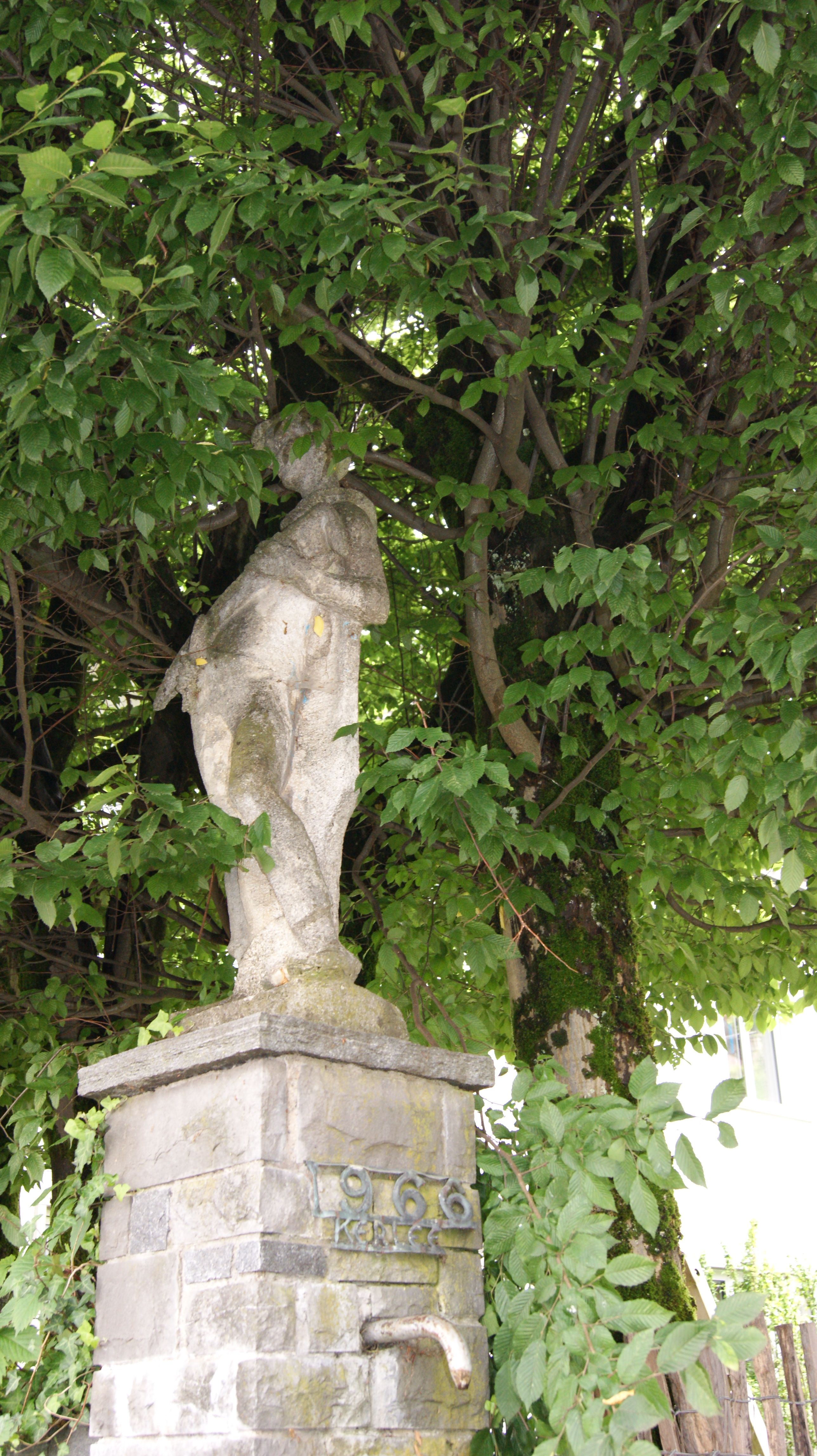
Wetzstein-Hansel („Kerle“) über dem Dorfbrunnen.

Das Schlifar-Museum im Heimathaus erinnert an die jahrhundertelange Wetzsteinerzeugung in Schwarzach. Das Wort „Schlifar“ kommt von „schleifen“ und bezieht sich auf die Herstellung der Wetzsteine, die mit Quarzsand in ihre typische Endform geschliffen wurden. Ein Modell von Elmar Dobler (Blons) über einen Schleifzirkel zur Wetzsteinerzeugung zeigt, wie dieses Formgebung effizient erfolgte.
Auch der Wetzstein-Hansel („Kerle“) über dem Dorfbrunnen im Zentrum von Schwarzach erinnert an die „Schlifar“ (Schleifer).

### Stube
In der original erhaltenen Stube des Museums können kleinere Veranstaltungen durchgeführt werden. Die Decken der Geschoße sind, wie damals üblich, recht nieder ausgeführt.

### Stadel
Im Stadel befinden sich größere Exponate von bäuerlichen Gebrauchsgegenständen und Maschinen, wie Horner, Traktoren, Standmotor, Pflüge etc.